# Ana María Polo
|  | Aquest article tracta sobre la jutgessa i presentadora de televisió cubana. Si cerqueu la humorista catalana Ana Polo, vegeu «Ana Polo Gutiérrez». |

Ana María Polo   (l'Havana, 11 d'abril de 1959) és una advocada, cantant i presentadora de televisió cubana-estatunidenca amb un doctorat en Dret. És coneguda per conduir el programa de televisió de Telemundo Caso cerrado (Cas tancat).

## Biografia
Ana María Polo González va néixer a l'Havana (Cuba) l'11 d'abril de 1959. Als dos anys va emigrar amb la seva família a Puerto Rico, on va estudiar a l'Acadèmia del Perpetuo Socorro. Posteriorment, va formar la seva nova llar a Miami, on a més de cursar l'escola elemental i secundària, va descobrir el seu talent artístic al participar en diverses obres musicals com ara Godspell i Showboat, a més d'integrar el cor «Jubilee», que va ser convidat pel Papa Pau VI per cantar a la Basílica de Sant Pere com a part de les celebracions de l'Any Sant de 1975, a la ciutat de Roma, quan formava part del cor de l'Acadèmia.
Es va casar a primerenca edat, va perdre un fill i es va separar alguns anys després. Va adoptar un nen, Peter, i es va casar novament el 2001. Va estudiar a la Universitat Internacional de Florida, on va rebre el grau de llicenciada en Ciències Polítiques, després va estudiar i va rebre el grau en Dret de la Universitat de Miami. Va actuar en la pel·lícula Y tú mamá también juntament amb Diego Luna en un paper curt.
Ja com a advocada, es va especialitzar en Dret de Família i està autoritzada per exercir en l'estat de Florida. En el que ella descriu com la seva experiència més terrible com a jutgessa àrbitre, va ser testimoni de l'assassinat d'una dona per part del seu excònjuge, just després que ella va divorciar a la parella. Polo no va ser danyada per l'assassí, però sempre va mostrar el seu dolor pel que havia passat.
En més d'una ocasió ha esmentat el seu repudi a assumptes com el masclisme, la violència intrafamiliar i la injustícia, especialment quan es donen amb persones de nivell socioeconòmic baix o discriminats en qualsevol forma. A més, ella és una supervivent de càncer de mama, per aquest motiu es va convertir en portaveu de la fundació Susan G. Komen, i realitza campanyes al llarg de Llatinoamèrica i els Estats Units d'Amèrica per a la conscienciació al voltant d'aquest trastorn de salut.
Ha confessat que no ha tornat a Cuba per dos motius principals, un d'ells és pel sacrifici que van fer els seus pares a deixar tot enrere per idees polítiques i per la disconformitat amb el govern de Fidel i Raúl Castro.

### Vida televisiva
Ana María Polo va començar a aparèixer en televisió el 2 d'abril de 2001, en el seu programa diari Sala de Parejas (Sala de parelles), transmès per Telemundo, on ella solucionava diversos casos entre parelles com a àrbitre. És coneguda per cridar als convidats que són irrespectuosos cap a ella, a una altra persona en el tribunal o a la llei. Polo no actua com jutgessa en el programa, però sí com a àrbitre que resol els conflictes entre els litigants, els que van al programa de forma voluntària. Els litigants signen contractes irrevocables abans d'aparèixer al programa, comprometent-se a complir amb la decisió que Polo determini. Aquestes decisions són legalment obligatòries i poden ser forçades a complir-se.
En l'emissió de Sala de parelles de l'11 de setembre de 2002, el programa va ser dedicat a les víctimes dels atemptats de l'11 de setembre de 2001. En aquest capítol, Polo no va presentar a cap parella de litigants. En comptes d'això, va conversar amb familiars d'algunes víctimes i va cantar una cançó dedicada a ells cap al final del programa.
El 14 d'abril de 2005, el seu programa va ser reanomenat com Caso cerrado (Cas tancat) i el format va ser alterat respecte a la quantitat de casos que podia rebre per programa, així com també es van incloure noves seccions dins del programa, on ella ajuda educant a l'audiència sobre una varietat de temes relacionats amb el Dret. Juntament amb el nou format, es va crear una cançó per al programa, la lletra va ser escrita per ella mateixa.
Des de 2008 ha tingut una especial relació amb Xile, arribant a visitar en tres oportunitats aquest país. En aquests viatges, ha estat sempre convidada a diversos programes de Mega (canal que va emetre Caso Cerrado a Xile entre el gener de 2008 i el desembre de 2014), com ¿Sabes más que un niño de 5º básico?, Mucho gusto, Mira quién habla i Morandé con compañía. No obstant això, en el seu segon viatge (realitzat a l'octubre d'aquest mateix any) va confirmar una nova visita per a finals de novembre, però aquest cop per conduir una de les seccions de la Teletón 2008 com un dels tres representants de Mega. Al mateix temps va aprofitar per a gravar la versió xilena de Caso cerrado, que va ser emesa durant el 2009. Anteriorment, havia estat convidada el 2005 pel programa De pe a pa de Televisió Nacional de Xile. També ha estat convidada a la versió 2015 del Festival de Viña del Mar, desfilant a la Gala de l'esdeveniment, ja sent part de Chilevisión (que va emetre Caso cerrado a Xile entre 2015 i 2017).
El 2010, després del seu retorn als casos reals, segueix gravant Caso cerrado alhora que condueix un nou programa anomenat Persiguiendo injusticias (Perseguint Injustícies), també per a la cadena Telemundo. A més, va tenir especial participació en el programa realitzat per l'auxili de les famílies afectades pel terratrèmol de Xile de 2010, Chile ayuda a Chile (Xile ajuda a Xile). A més, el seu programa Caso cerrado, va treure una nova edició anomenada Caso cerrado Edición estelar (Cas tancat Edició estel·lar), la qual ha tingut molt reeiximent a nivell internacional, i comparteix una altra edició anomenada Caso cerrado Los Ángeles (Cas tancat Los Angeles), gravada des de Los Angeles (Califòrnia).